# Gerhard der Ältere von Gemmingen
Gerhard von Gemmingen, der Ältere (* 1360; † 1402) war ein früher Angehöriger des Stamms B (Hornberg) der Freiherren von Gemmingen. Er hatte Besitz in Gemmingen, Stebbach, Ittlingen und anderen Orten. 

## Leben
Er war ein Sohn des Dieter d. J. († 1359) und der Anna von Gosheim. Der Vater hatte durch seine Ehe Besitz in Bürg erlangt und weiteren Besitz erworben. Gerhard wurde 1360 nach dem Tod des Vaters mit jeweils der Hälfte an Ittlingen und Stebbach belehnt. 1361 empfing er ein weiteres Lehen zu Sulzfeld. Bei der Erbteilung mit seinem Bruder Eberhard († 1419) erhielt er den Besitzanteil in Gemmingen, Stebbach und Ittlingen, während Bürg an Eberhard kam. Aus einer Schuldschaft des Ulrich von Hohenlohe wurde ihm 1384 das Schloss in Ingelfingen mit Zubehör verschrieben.
Sein Bruder Eberhard blieb ledig und hat seinen Besitz bereits im Jahr 1400 an Gerhards Söhne übertragen.

## Familie
Er war verheiratet mit Anna von Liebenstein, die 1409 noch lebte. Seinen Beinamen der Ältere trägt er zur Unterscheidung vom gleichnamigen Sohn.
Nachkommen:
- Maria ⚭ Dieter von Pfedelbach
- Anna ⚭ Hans von Berlichingen
- Gerhard d. J. († 1428) ⚭ Juntha von Sickingen, wird meist mit seinem Bruder Eberhard erwähnt
- Eberhard d. J. († vor 1426) ⚭ Anne von Berlichingen, Els von Zwingenberg († 1455)